# ناظران مجمع عمومی سازمان ملل متحد
ناظر مجمع عمومی سازمان ملل متحد (انگلیسی: United Nations General Assembly observers) سازمان‌ها، نهادها و کشورهای غیرعضو بین‌المللی هستند که مجمع عمومی سازمان ملل متحد به آن‌ها وضعیت ناظر اعطا کرده‌است تا آن‌ها بتوانند درامور مجمع عمومی سازمان ملل متحد شرکت کنند، هرچند که مشارکت آن‌ها با محدودیت‌هایی همراه است. مجمع عمومی امتیازاتی را که به هر ناظر، فراتر از آن‌هایی که در کنفرانس ۱۹۸۶ در مورد معاهده‌های بین دولت‌ها و سازمان‌های بین‌المللی تعیین شده تعیین می‌کند، اعطا خواهد کرد. برای مثال به‌طور استثنایی، اتحادیه اروپا (EU) در سال ۲۰۱۱ حق صحبت در مناظره‌ها، ارائهٔ پیشنهادها و اصلاحات، حق پاسخ، طرح نکات دستوری و توزیع اسناد و غیره را داشت. از ماه مهٔ ۲۰۱۱ تاکنون، اتحادیهٔ اروپا تنها سازمان بین‌المللی بوده‌است که با دریافت این حقوق تقویت شده؛ که با حقوق عضویت کامل قابل مقایسه است، تنها حق رای در مجمع را کم دارد.
وضعیت ناظر می‌تواند با صدور قطعنامهٔ مجمع عمومی سازمان ملل متحد اعطا شود. وضعیت ناظر دائمی صرفاً مبتنی بر رویهٔ جاری مجمع عمومی است و در منشور ملل متحد هیچ پیش‌بینی برای آن وجود ندارد. در عمل، این تمایزی بین ناظران دولتی و غیردولتی است. کشورهای غیرعضو عضو یک یا چند آژانس تخصصی هستند و می‌توانند برای وضعیت ناظر دائمی درخواست دهند. ناظران غیردولتی سازمان‌های بین‌المللی و سایر نهادها هستند.